# Un ragazzo e il suo cane
Un ragazzo e il suo cane (A Boy and His Dog) è un romanzo breve di fantascienza post apocalittica del 1969 dello scrittore statunitense Harlan Ellison. Venne pubblicato originariamente nella rivista New Worlds nel 1969 in forma di racconto e in seguito espanso come romanzo breve e raccolto nell'antologia The Beast that Shouted Love at the Heart of the World dello stesso anno.
Dall'opera, vincitrice del premio Nebula per il miglior romanzo breve nel 1969, è stato tratto il film Un ragazzo, un cane, due inseparabili amici del 1975 per la regia di L.Q. Jones e la graphic novel intitolata Vic & Blood disegnata da Richard Corben e pubblicata nel 1989.
Il racconto è stato pubblicato in italiano nell'antologia Storie del pianeta azzurro edita nel 1987 dall'Editrice Nord.

## Storia editoriale
Il racconto, pubblicato in versione leggermente ridotta sulla rivista inglese New World nell'aprile del 1969, fu successivamente incluso, nella sua originaria versione estesa, nella raccolta The Beast that Shouted Love at the Heart of the World, quest'ultima pubblicata nell'estate dello stesso anno negli Stati Uniti. Nelle intenzioni dell'autore le vicende narrate sarebbero dovute essere sviluppate in un'opera di più ampio respiro da pubblicare con il titolo di Blood's a Rover  ma il romanzo da tempo promesso non ha ancora visto la luce e della saga di Vic e Blood sono stati pubblicati solo due episodi, sotto forma di racconti: Eggsucker e Run, Spot, Run.

## Trama
(Harlan Ellison, Un ragazzo e il suo cane.)
Le vicende narrate si svolgono nel 2024. Vic è un ragazzo di quindici anni che sopravvive negli Stati Uniti distrutti da un conflitto nucleare grazie all'aiuto del suo cane telepatico, Blood. L'animale è il discendente di esperimenti genetici, condotti dalle forze armate, che hanno portato alla creazione di una nuova razza di cani dotati di intelligenza, capacità telepatiche e fiuto straordinari. Il mondo è stato sconvolto dalla terza guerra mondiale, iniziata nel 2007, che aveva in breve tempo distrutto la civiltà. Terminata la guerra, i sopravvissuti si sono rifugiati in città sotterranee, mentre sulla superficie sbandati e bande di ragazzi si procacciano cibo, donne e armi con la violenza. 
Vic si affida al fiuto straordinario di Blood per trovare le poche donne sopravvissute e violentarle, e alle sue capacità telepatiche per sfuggire agli innumerevoli pericoli. In un cinema riattivato da un gruppo di determinati ragazzi, la Nostra Banda, Blood scopre una ragazza travestita tra gli spettatori. Al termine della proiezione Vic la segue fino al rudere di una palestra dell'YMCA. Qui Vic aggredisce la ragazza con l'intento di violentarla quando Blood, lasciato di guardia fuori, irrompe nel locale avvisando il compagno dell'arrivo di altri sbandati. Vic nasconde la ragazza sotto dei tappetini da ginnastica, convincendola che sarebbe stata più sicura con lui che con una ventina di aggressori, e si prepara allo scontro. Vic e Blood, con il tempestivo aiuto della ragazza, sbaragliano i primi inseguitori ma sono poi costretti, visto il numero preponderante dei nemici, a dare fuoco alla palestra e a rifugiarsi in una caldaia dismessa fingendosi morti tra le fiamme. Nella caldaia la ragazza si concede più volte al ragazzo mentre Blood, ferito, finge di dormire. La ragazza, di nome Quilla June Holmes, racconta di essere sgattaiolata dalla città sotterranea di Topeka per vedere i film proiettati nel cinema riattivato. La mattina dopo, mentre Blood esce dalla caldaia per sincerarsi dello scampato pericolo, Quilla June colpisce Vic fuggendo. Il ragazzo è intenzionato a ritrovare la ragazza e decide di introdursi nella città sotterranea utilizzando una chiave scivolata dalle tasche di Quilla June. Giunti all'ingresso dell'insediamento sotterraneo, Blood cerca ripetutamente di dissuadere il ragazzo dall'avventato proposito ma Vic, nonostante sia conscio del pericolo, vuole ritrovare la ragazza da cui è profondamente attratto e perciò apre la porta di ingresso e, attraverso uno scivolo, precipita verso il basso, mentre Blood lo aspetta fuori, pur ferito e affamato.
Ad attendere Vic nella città c'è una sentinella meccanica che lo imprigiona e lo porta al cospetto degli amministratori di quella che si rivela essere una comunità puritana che ha deciso di sopravvivere senza gli ausili della tecnologia seguendo principi religiosi e sociali improntati all'estremo rigore. Vic scopre che Quilla June era stata inviata all'esterno per adescare dei ragazzi che avrebbero dovuto contribuire a ripopolare la comunità sotterranea, i cui membri maschi sono risultati essere tutti sterili. Dopo una settimana di ambientamento Vic viene mandato nella stanza di Quilla June per riprodursi con lei. Vic la convince a fuggire all'esterno e la ragazza, innamorata, acconsente a tendere una trappola al padre, che sorveglia i due fuori dalla camera.
Vic uccide il padre di Quilla June, ne ferisce la madre e i parenti e fugge dalla città sotterranea con la ragazza. Ad attenderli fuori c'è Blood che, provato dalla fame e ferito, avvisa il ragazzo che gli aggressori della palestra non hanno creduto alla loro morte e li stanno ancora cercando per ucciderli. Blood è stremato e Vic, privo di cibo da dare all'amico non potendo cacciare nulla nell'ambiente desolato, per salvargli la vita si vede costretto a uccidere Quilla June per nutrirlo con le carni della ragazza.
Il racconto termina con i due amici che si allontanano diretti verso una nuova città.

## Personaggi
VicGiovane vagabondo di quindici anni. Sopravvive nel mondo sconvolto procurandosi con violenza tutto ciò di cui ha bisogno. Ha con Blood un rapporto a volte conflittuale ma tra di loro c'è profonda amicizia.
BloodÈ un cane senziente e telepatico simile a un dingo. Vive da tempo con Vic dopo aver vagabondato con altre bande. Il ragazzo trova il cibo per entrambi, mentre il cane lo ricambia aiutandolo con le sue doti telepatice e l'eccezionale fiuto.
Quilla June HolmesOriginaria dell'Oklahoma vive con la famiglia nella città sotterranea di Topeka. Si innamora di Vic con il quale ha il primo rapporto sessuale.

## Opere derivate

### Film
Il racconto è stato oggetto di adattamento cinematografico con il film Un ragazzo, un cane, due inseparabili amici diretto da L.Q. Jones e interpretato da Don Johnson e distribuito negli Stati Uniti nel 1975 inizialmente con il titolo di A Boy and His Dog e successivamente con il titolo di Apocalypse 2024. Il film è noto in Italia sia con il titolo di Apocalypse 2024 che con quello di Un ragazzo, un cane, due inseparabili amici. L'anteprima ufficiale del film è avvenuta il 1º maggio 1974 in occasione della 32 edizione del Worldcon di Washington.
Il film si è aggiudicato nel 1976 il Premio Hugo per la miglior rappresentazione drammatica.

### Graphic novel
Il racconto ha ispirato la graphic novel disegnata da Richard Corben, edita nel 1989 che amplia le vicende narrate nell'opera letteraria:
- (EN) Richard Corben e Harlan Ellison, Vic and Blood: The Chronicles of a Boy and His Dog, St. Martin's Press / NBM, 1989, ISBN 0-312-03471-7.
- Richard Corben e Harlan Ellison, Vic & Blood, La nuova mongolfiera, Editori del Grifo, 1991, ISBN 88-7773-142-7.

## Edizioni
- (EN) Harlan Ellison, A Boy and His Dog, in The Beast that Shouted Love at the Heart of the World, Avon Books, 1969.
- Harlan Ellison, Un ragazzo e il suo cane, in Storie del pianeta azzurro, a cura di Sandro Pergameno, Grandi opere Nord, Milano, Editrice Nord, 1987.